# 世取山宏秋
世取山 宏秋（よとりやま ひろあき、1969年10月1日 - 、B型）は埼玉県生まれのゲームクリエイター。現在は代表作ソウルシリーズを担当するプロデューサー。

## 略歴
1993年専修大学経営学部卒。学生時代は体操競技選手として活躍。卒業後ナムコに入社。入社後すぐに業務用『マッハブレイカーズ』のディレクターを担当しゲーム全体の統括を行う。
自身が体操競技経験者だったこともあり、『マッハブレイカーズ』担当時、隣で製作途中だった『鉄拳』を見て、そのゲーム中の動き（モーション）に対して異を唱えた事がキッカケとなり、1995年『鉄拳2』にモーションデザイナーとして参加することになる。この『鉄拳2』の開発を契機に、格闘ゲーム一筋の人生を歩む事となる（2006年4月現在）。
ゲームの設計が遅延していた1996年『ソウルエッジ』にディレクターとして参加。モーションデザイナー的見地とゲームデザイナー的な見地双方からゲームの基礎設計と全体統括を担当する事になる。
続けて1997年『鉄拳3』のモーションディレクターを担当。モーションデザイナーとしての経験とゲームデザイナーとしての経験を活かし、モーション及び企画という立場でゲーム製作に携わる。『鉄拳3』の新キャラ、シャオユウ、エディの設計も行った。このとき、技名に本人の名前が使用されているのは一部で知られた話。（エディ/クリスティの技名：スペシャル・コンビナソ・ヨトーリ）
また、ゲーム中のキャラクターに動きを付けるモーションという職種が業界内に浸透していなかった当時、会社内において組織的に動けるモーション作成部隊「モーションチーム」を設立。当初世界一のクオリティと言われた「ナムコのモーション」というブランドと組織を確立した立役者となる。
1998年『ソウルキャリバー』ではディレクターとしてゲームの基礎設計と全体統括を担当する。ゲームの根幹部分を設計し直接製作することで、納得いくモノが出来るまでとことん突き詰めて製作をしていたという。このとき製作した『ソウルキャリバー』が、後の“ソウルシリーズ”の方向性を決定付け、世界中のユーザーから賞賛を浴びる作品となる。次は再び“鉄拳シリーズ”かと本人は思っていたそうだが、“鉄拳シリーズ”は後進に譲り、これ以降はソウルシリーズを専任、プロデューサーとして活躍する。
2002年、初プロデュース作品となる『ソウルキャリバーII』、業務用では前作程振るわなかったものの、2003年の家庭用で大幅に巻き返し、空前の大ヒットとなった。これは、当時の家庭用3大ゲーム機全てに作品をリリースする水平展開戦略、ならびに各ゲーム機ごとに他ゲームからキャラクターを招致し作品へのアイキャッチを高め、ユーザーの購買意欲をくすぐるゲストキャラクター戦略が功を奏したものと思われる。
2005年『ソウルキャリバーIII』は世界同時期発売を行った他、3D格闘として初の本格的なキャラクターメイキングシステムの導入等により、ユーザー次第で多彩な遊び方ができる作品としてプロデュースを行う。「セーブデータ破損問題」で作品自身に向かい風が吹いたものの、作品自身の評価は高い。
“鉄拳シリーズ”“ソウルシリーズ”の人気が世界中に及んでいることもあり、ワールドワイドで知名度のあるゲームクリエイター、かつ手腕を発揮しているプロデューサーの一人である。
2023年、株式会社UNIVRSの執行役員CCO (Chief Content Officer) に就任。

## 作品
- マッハブレイカーズ：ディレクター
- 鉄拳2：モーションデザイナー（AC）
- ソウルエッジ：ディレクター（AC）
- 鉄拳3：モーションディレクター（AC）
- ソウルキャリバー：ディレクター
- ソウルキャリバーII：プロデューサー
- ソウルキャリバーIII：プロデューサー